# 堀ノ内町 (横浜市)
堀ノ内町（ほりのうちちょう）は、神奈川県横浜市南区の地名。現行行政地名は堀ノ内町1丁目から堀ノ内町2丁目（字丁目）。住居表示未実施区域。

## 地理
南区の東部に位置し、西に蒔田町、北西に榎町、北に東蒔田町・睦町、東に中村町、南東に磯子区丸山、南西に磯子区滝頭と接している。

### 地価
住宅地の地価は、2023年（令和5年）7月1日の公示地価によれば、堀ノ内町2丁目147番19の地点で27万円/m2となっている。

## 歴史

### 沿革
かつて横浜市に編入する前のこの場所は、久良岐郡大岡川村大字堀内であった。
- 1911年（明治44年）4月1日 - 横浜市に編入。横浜市堀ノ内町となる[7]。
- 1927年（昭和2年）10月1日 - 横浜市の区制施行に伴い、中区を新設。横浜市中区堀ノ内町となる[8]。
- 1935年（昭和10年）7月1日 - 蒔田町、磯子区丸山町の各一部を堀ノ内町に編入。堀ノ内町の一部を東蒔田町、中村町へ編入[9]。
- 1943年（昭和18年）12月1日 - 南区の新設により、横浜市南区堀ノ内町となる[10]。
- 1967年（昭和42年）9月6日 - 蒔田町の一部を堀ノ内町に編入。堀ノ内町の一部を榎町、東蒔田町へ編入[11]。
- 1969年（昭和44年）10月1日 - 行政区再編成により、南区を再配置。横浜市南区堀ノ内町となる[12]。

## 世帯数と人口
2025年（令和7年）6月30日現在（横浜市発表）の世帯数と人口は以下の通りである。
| 丁目          | 世帯数    | 人口    |
| ------------- | --------- | ------- |
| 堀ノ内町1丁目 | 730世帯   | 1,236人 |
| 堀ノ内町2丁目 | 1,252世帯 | 2,231人 |
| 計            | 1,982世帯 | 3,467人 |

### 人口の変遷
国勢調査による人口の推移。
| 年                 | 人口  |
| ------------------ | ----- |
| 1995年（平成7年）  | 4,523 |
| 2000年（平成12年） | 4,307 |
| 2005年（平成17年） | 3,982 |
| 2010年（平成22年） | 3,970 |
| 2015年（平成27年） | 3,683 |
| 2020年（令和2年）  | 3,472 |

### 世帯数の変遷
国勢調査による世帯数の推移。
| 年                 | 世帯数 |
| ------------------ | ------ |
| 1995年（平成7年）  | 1,869  |
| 2000年（平成12年） | 1,883  |
| 2005年（平成17年） | 1,820  |
| 2010年（平成22年） | 1,881  |
| 2015年（平成27年） | 1,836  |
| 2020年（令和2年）  | 1,885  |

## 学区
市立小・中学校に通う場合、学区は以下の通りとなる（2024年11月時点）。
| 丁目          | 番・番地等            | 小学校             | 中学校             |
| ------------- | --------------------- | ------------------ | ------------------ |
| 堀ノ内町1丁目 | 100〜104番地          | 横浜市立滝頭小学校 | 横浜市立蒔田中学校 |
| 堀ノ内町1丁目 | 1〜99番地 105番地以降 | 横浜市立蒔田小学校 | 横浜市立蒔田中学校 |
| 堀ノ内町2丁目 | 全域                  | 横浜市立蒔田小学校 | 横浜市立蒔田中学校 |

## 事業所
2021年（令和3年）現在の経済センサス調査による事業所数と従業員数は以下の通りである。
| 丁目          | 事業所数 | 従業員数 |
| ------------- | -------- | -------- |
| 堀ノ内町1丁目 | 49事業所 | 360人    |
| 堀ノ内町2丁目 | 38事業所 | 174人    |
| 計            | 87事業所 | 534人    |

### 事業者数の変遷
経済センサスによる事業所数の推移。
| 年                 | 事業者数 |
| ------------------ | -------- |
| 2016年（平成28年） | 92       |
| 2021年（令和3年）  | 87       |

### 従業員数の変遷
経済センサスによる従業員数の推移。
| 年                 | 従業員数 |
| ------------------ | -------- |
| 2016年（平成28年） | 485      |
| 2021年（令和3年）  | 534      |

## 施設
- 宝生寺
- 本立寺

## 店舗
- ヤオコー 横浜天神橋店（2024年2月、フードストアあおき 横浜天神橋店跡地に開店）[22]

## その他

### 日本郵便
- 郵便番号 : 232-0042[3]（集配局：横浜南郵便局[23]）

### 警察
町内の警察の管轄区域は以下の通りである。
| 番・番地等 | 警察署   | 交番・駐在所 |
| ---------- | -------- | ------------ |
| 全域       | 南警察署 | 中村橋交番   |